# Атабек, Арон
Аро́н Кабы́шевич Едигеев (каз. Арон Қабышұлы Едігеев; до 2005 года — Аро́н Кабы́шевич Нутуше́в (каз. Арон Қабышұлы Нутушев); 31 января 1953, Нарын Худук, РСФСР — 24 ноября 2021, Алма-Ата, Казахстан), более известный как Арон Атабек — казахстанский оппозиционный лидер, казахский националист, поэт, публицист, политический и общественный деятель, идеолог возрождения тенгрианства. Обвинён в захвате заложника, убийстве полицейского и организации массовых беспорядков в микрорайоне Шанырак в 2006 году. Причастность Арона Атабека к гибели полицейского не была доказана. Тем не менее приговором алма-атинского горсуда от 5 октября 2008 года Атабек был осуждён на 18 лет строгого режима, начало срока лишения свободы — 17 июля 2006 года, конец — 16 июля 2024 года; отбыл от срока 15 лет. Освобождён 1 октября 2021 года под ограничение свободы.
Правозащитники признают Атабека политическим заключённым, а судебный процесс и приговор называют политическим заказом. Сам Атабек не признал своей вины и отказался просить помилования. Более половины прошедшего срока он провёл в условиях карцера и одиночном заключении в колониях и тюрьмах. Вопреки изоляции Арон Атабек продолжал писать стихи и статьи на темы прав человека, политического режима и пенитенциарной системы Республики Казахстан. Как правило, публикации совпадали с последующим судом и переводом в тюрьму усиленного содержания. Так, Атабек был осуждён выездным судом города Каражал на 2 года тюремного заключения для особо опасных преступников без изменения общего срока в ноябре 2009 года «за неповиновение администрации» после публикации в интернет статьи и стихов с критикой президента и политического режима в Казахстане. Повторно был осуждён в ноябре 2012 года за «умышленную порчу имущества» после публикации его рукописи в интернет. В октябре 2013 года второй 2-летний срок наказания был отменён решением кассационного суда Карагандинской области. В апреле 2014 года был этапирован в исправительное учреждение АП-162/1, где содержался в штрафном изоляторе.
К властям Республики Казахстан в защиту Арона Атабека обращаются Международный ПЕН-клуб и его подразделения в Европе, Международная амнистия обеспокоена условиями содержания поэта в тюрьме.
Список мест лишения свободы и годы пребывания в них
- СИЗО города Алма-Аты в период 2006—2008 гг.;
- Учр. АК-159/22 города Каражала, штрафной изолятор (шизо), помещение камерного типа (ПКТ), карцер, стационар усиленного содержания (СУС) в период 2008—2010 гг., 2012 г., 2013 г.;
- Учр. УК-161/12 города Аркалыка корпус «ПЛС» (пожизненно лишенные свободы), одиночная камера, круглосуточное видео-наблюдение, отбывал срок в период 2010—2012 гг., 2013 г.;
- СИЗО города Астаны (2010 г., 2012 г.), города Караганды (2008 г., 2013 г.) — пересыльные тюрьмы — штрафной изолятор, карцер;
- Учр. АП-162/1 города Павлодара с апреля 2014 г., штрафной изолятор, одиночная камера.

## Биография
Арон Нутушев родился 31 января 1953 года в Астраханской области РСФСР в семье председателя совхоза. Происходит из подрода есенгул рода бериш племени Алшын Младшего жуза.
Атабек впервые попал в Казахстан, когда ему исполнилось 18 лет. В 1974 году окончил филологический факультет Казахского государственного университета. После этого проходил стажировку аспирантуры при кафедре монголистики и тюркологии ЛГУ, далее работал редактором Госкино и издательства «Мектеп», преподавал в ряде алма-атинских вузов. Выступал в качестве публициста, переводчика, писал критические статьи о проблемах кино, а также работы по проблемам тюркологии. Уже в те годы использовал псевдоним «Атабек», который он взял в честь своего прадеда по материнской линии.

### Политическая биография
Со слов самого Атабека участвовал в декабрьских выступлениях казахской молодёжи 1986 года в Алма-Ате. После, в течение 2 лет был вынужден скрываться. Тем не менее, осуждён не был.
В августе 1989 года Атабек организовал первое в Казахстане казахское национал-патриотическое общество «Жеруюк». В ноябре 1989 года от имени общества «Жеруюк» подал заявление в горисполком города Алма-Ата с просьбой разрешить провести тризну в память жертв декабрьских событий 1986 года в Алма-Ате. Последовали гонения, общество «Жеруюк» было ликвидировано.
13 декабря 1989 года по инициативе Атабека и соратников из «Жеруюк» и «Желтоксан» в здании мединститута был проведен первый в истории митинг в память жертв декабрьских событий. С декабря 1989 по январь 1990 года в Алма-Ате проходили митинги в ознаменование 3-й годовщины Желтоксана.
В декабре 1989 года, в составе лидеров 12-ти неформальных организаций, Атабек был на аудиенции у Первого секретаря КПК Нурсулатана Назарбаева, где выдвинул политические требования, уже озвученные в «Письме к Съезду».
В январе 1990 года, во время встречи Назарбаева с молодёжью, во Дворце культуры АХБК, впервые в истории настоял на почтении памяти жертв Желтоксана минутой молчания; при этом первая половина зала поднялась, вторая — чиновники и активисты — продолжали сидеть; лишь после того, как поднялся сам Назарбаев, встали и остальные.

#### Эмиграция
В апреле 1990 года объявляет о создании партии национальной независимости «Алаш» и становится её председателем. Издаёт нелегальную газету с одноимённым названием и становится организатором ряда крупных политических манифестаций в Алма-Ате. В 1991 году из-за репрессий Атабек вынужден уехать в Москву, где налаживает выпуск политической газеты «ХАК» и издает брошюру «Алаш и казахская нация». Атабек опубликовал в своей газете выдержки из самиздатовской книги диссидента Каришала Асанова «Думы о судьбе народной или Слово о призраке Суверенитета» под названием «Не верь улыбке президента» с карикатурой на Назарбаева на главной странице.
В 1991 году к брату Арона Атабека, Рашиду Нутушеву, с котором они вместе создали партию «Алаш», обращаются за помощью имамы Южно-Казахстанской области. И члены партии совершают попытку смещения с должности муфтия Казахстана Ратбека Нысанбаева, в результате которой несколько алашевцев оказываются под арестом. Атабек, предпринимает ряд попыток по освобождению арестованных членов партии «Алаш». По его инициативе и на его средства из Москвы прибыли трое адвокатов, ещё двоих прислал Народный фронт Азербайджана; были мобилизованы отечественные, московские и зарубежные СМИ и правозащитные организации; от заместителя председателя Верховного Совета РСФСР Рамазана Абдулатипова было получено письмо-ходатайство в адрес Президента Назарбаева с просьбой о помиловании алашевцев.
В марте 1992 года Атабек был арестован в собственной квартире в Москве силами московского ОМОНа и двух казахстанских представителей: старшего следователя Генеральной прокуратуры Кошанова и полковника МВД Семенова. Атабеку были инкриминированы две статьи: организация покушения на жизнь и здоровье муфтия Р. Нысанбаева и публикация в газете «ХАК» статьи известного диссидента Каришала Асанова, с порочащими Президента Назарбаева фактами. Была предпринята попытка вывезти Атабека в  из Москвы в Алма-Ату. Однако на защиту Атабека встала общественность России и зарубежья. В итоге Атабек был временно оставлен в Москве, с предписанием покинуть Россию в течение одного месяца. Политическое убежище предложили Саудовская Аравия, США и Германия. Позже Атабек писал: «…если уеду на Запад, то больше никогда не смогу вернуться." Потому выбрал Азербайджан, так как там у власти были близкие по духу тюрки - националисты.
В апреле 1992 года Атабек, получив официальное приглашение от президента Азербайджана Абульфаза Эльчибея, уезжает вместе с семьей и несколькими соратниками в Баку. Казахстанская и азербайджанская стороны проводят ряд переговоров, в результате Азербайджан не выполняет своих обязательств по предоставлению политического убежища. Будучи в вынужденной политической эмиграции, Атабек становится инициатором создания комитета «Туркестан» (в него вошли оппозиционеры-эмигранты из Казахстана, Кыргызстана, Узбекистана и Туркменистана), принимает участие в инспекторских поездках по Карабаху и Чечне, принимает участие в Первом Всемирном Курултае Тюркских Народов в городе Анталья, Турция. С приходом к власти в Азербайджане Гейдара Алиева в 1993 году Атабек покидает Азербайджан и несколько месяцев пребывает на территории Северного Кавказа. В том же году приезжает в Москву. Семья переезжает в Алма-Ату к родственникам, сам Атабек несколько лет проводит в России. Только в 1996 году Атабек окончательно возвращается в Казахстан.

#### Возвращение
С 1996 по 2002 годы Атабек не занимался политической деятельностью, однако не исключал возможность дальнейшего преследования и ареста. Не имея постоянного заработка и документов, он был вынужден скитаться по съёмным квартирам и дачам. В 1998 году Атабек публикует свой поэтический сборник. С 1998—2000 занимается переводом на русский «Памятника Куль-Тегина» (732 год н. э.) — древне-тюркской поэтической стелы. Уникальный поэтический перевод с научным комментарием (до этого известны переводы в жанре научной прозы Вильгельма Томсена, Василия Радлова и др.) «Йоллыг-тегин. Памятник Куль-Тегина» издан в 2000 году на средства друзей.
С 2003 по 2005 годы работает редактором в литературном журнале «Amanat» при «Международном клубе любителей поэзии Абая». В 2004 году вновь активно включается в политическую жизнь Казахстана, став организатором и председателем общества «Казак Улты». Принимает участие в ряде акций ДВК и других оппозиционных партий. В марте 2005 года Атабек организует Народный фронт Казахстана «Казак Мемлекети». В июне того же года становится инициатором движения за права бездомных казахов и создаёт систему «коллективной самообороны» для самостройных массивов в микрорайонах Айгерим, Шанырак, Бакай, Улжан и др., а также для жителей общежитий, подвергающихся насильственному выселению (Нархоз, АХБК и др.). Арон Атабек получает новые документы с фамилией «Едигеев», взяв фамилию новой супруги. Смена фамилии была вынужденной из-за преследования с начала 90-х годов.

#### Борьба за самострои
12 мая 2006 года Атабек участвовал в обороне незаконно построенных домов в районе Бакай, при этом получил ранение в колено в результате удара дубинкой сотрудника ОПОН. Попытка отстоять постройки заканчивается неудачно — 7 июля того же года властям удается снести порядка 500 домов. Выступая перед журналистами, Атабек призвал общественность прислушаться к проблеме самостроев и общежитий, а власть — объявить мораторий на снос жилых строений. Депутатам Парламента Республики Казахстан был продемонстрирован 20-минутный документальный фильм, наглядно повествующий о действиях власти в отношении жителей самостроев.
Но уже ранним утром 14 июля 2006 года алма-атинская полиция, подкрепленная отрядом специального назначения, попыталась преодолеть самооборону жителей микрорайона Шанырак. Попытка сноса домов перетекла в столкновения жителей района с полицейскими и спецназовцами, в результате которых участковый полицейский, схваченный агрессивными самозахватчиками, был облит бензином и зверски подожжён. Полицейский спустя 12 суток скончался от ожогов в больнице.
Арон Атабек, выступавший в роли медиатора между властями и жителями Шанырака и получивший черепно-мозговую травму в результате очередного нападения отряда ОПОН, своими соратниками был доставлен в больницу Калкаман города Алма-Аты. Однако в госпитализации Атабеку было отказано, ввиду негласного запрета на госпитализацию гражданских пострадавших в Шаныраке 14 июля 2006 года,а также ввиду того,что он инициировал ярое сопротивление представителям власти и по сути являлся зачинщиком столкновений с полицейскими. Задержание Атабека производилось уже в больнице, но с учётом тяжелого состояния и под уговорами друзей, Атабека все же временно отпустили с условием не покидать пределы города. 17 июля 2006 года Арон Атабек был вызван на допрос в качестве свидетеля, и не был выпущен из здания ГУВД
Освобождение
1 октября 2021 года решением суда города Павлодар, Арон Атабек был освобожден по состоянию здоровья. Его вес составлял 47 кг при росте 183 см. Он приобрел множество заболеваний во время 15-летнего пребывания в местах лишения свободы. Арон Атабек собственноручно [ написал отказ] от освобождения, считая себя невинно осуждённым человеком. Он требовал полной реабилитации его честного имени и материальной компенсации.
Смерть
Арон Атабек Нутушев, скончался 24 ноября 2021 года от осложнений болезней и острой лёгочной недостаточности. Похоронен в городе Алматы, на кладбище Баганашыл.
Посмертная реабилитация
После смерти Арона Атабека, его дочь Алма Нутушева, запустила петицию и обращение к Президенту Казахстана, с требованием о пересмотре дела о Шаныракских событиях и посмертной реабилитации своего отца.

## Избранные сочинения
- Йоллыг-Тегин. Памятник Куль-Тегина. — Алматы: Кенже-пресс, 2000.
- Тэнгрианство как национальная идея Архивная копия от 30 сентября 2018 на Wayback Machine // Газета «Безнен юл». — 2006. — № 1.